# Ț
Ț ț (t mit Unterkomma) ist ein Buchstabe, der im rumänischen Alphabet mit dem Lautwert [t͡s] wie das deutsche Z ausgesprochen wird und im livischen Alphabet mit dem Lautwert [c] wie das tschechische Ť.
Dieser Buchstabe war in alten Unicode-Versionen (bis Version 2.1) nicht enthalten, stattdessen benutzte man oft Ţ (t mit Cedille). Erst in der Version 3.0 (September 1999) wurde er auf Forderung der rumänischen Standardisierungsbehörde hinzugefügt.

## Darstellung auf dem Computer
Die Windows-XP-Standardschriftarten unterstützten den Buchstaben nicht. Aus diesem Grund findet sich in vielen rumänischen Texten nach wie vor ein Ţ (kleingeschrieben ţ) (T mit Cedille), entgegen der Empfehlung, von der Cedille auf das Unterkomma umzustellen. Macintosh unterstützt den Buchstaben seit Mac OS X, Windows seit der Einführung von Vista.

### Unicode

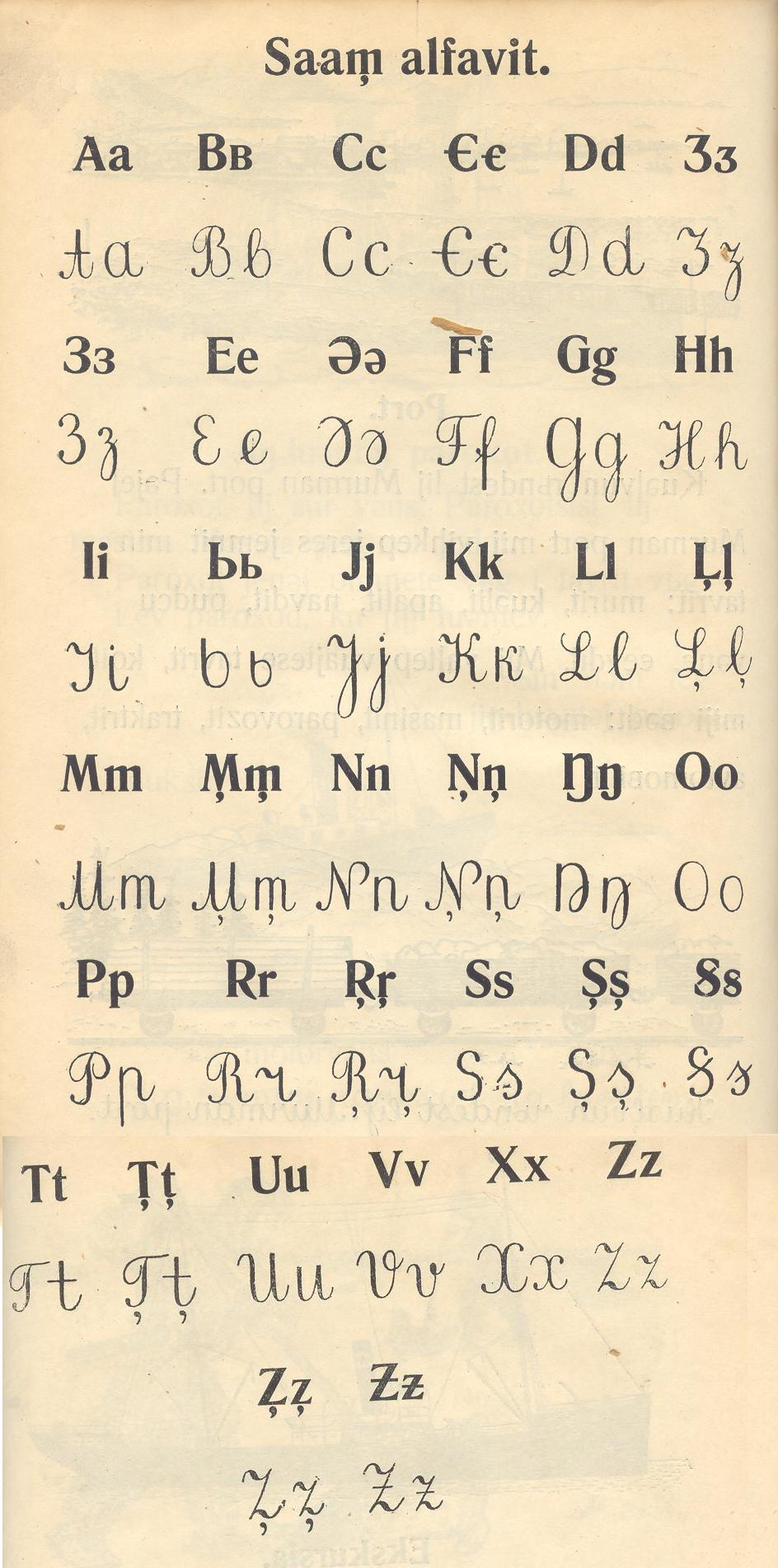
Das kildinsamische Alphabet von 1933 verwendete ebenfalls den Buchstaben T mit Unterkomma.

In Unicode ist das T mit Unterkomma auf den folgenden Positionen zu finden:
- Großbuchstabe Ț: U+021A
- Kleinbuchstabe ț: U+021B

### HTML
Das T mit Unterkomma wird in HTML mit der dezimalen Nummer eingegeben:
- Großbuchstabe Ț: &#538;
- Kleinbuchstabe ț: &#539;

Es existiert keine benannte HTML-Entität (named entity), wie es etwa bei den deutschen Sonderzeichen der Fall ist.